# Галина (Мисури)
Галина (енгл. Galena) град је у америчкој савезној држави Мисури.

## Демографија
По попису из 2010. године број становника је 440, што је 11 (-2,4%) становника мање него 2000. године.
| Група             | 2000.       | 2010.       |
| Белци             | 442 (98,0%) | 417 (94,8%) |
| Афроамериканци    | 0 (0,0%)    | 0 (0,0%)    |
| Азијати           | 1 (0,2%)    | 0 (0,0%)    |
| Хиспаноамериканци | 2 (0,4%)    | 16 (3,6%)   |
| Укупно            | 451         | 440         |